# Manon Flier
Manon Flier (Nieuwleusen, 8 de febrer de 1984) és una jugadora de voleibol neerlandesa. Juga per l'Azerrail Baku, a l'Azerbaidjan. Manon Flier juga també per l'equip nacional neerlandès. A data del quinze de novembre del 2010 havia jugat 318 partits internacionals.